# Open 13 1997 - Qualificazioni doppio
Le qualificazioni del doppio  dell'Open 13 1997 sono state un torneo di tennis preliminare per accedere alla fase finale della manifestazione. I vincitori dell'ultimo turno sono entrati di diritto nel tabellone principale. In caso di ritiro di uno o più giocatori aventi diritto a questi sono subentrati i lucky loser, ossia i giocatori che hanno perso nell'ultimo turno ma che avevano una classifica più alta rispetto agli altri partecipanti che avevano comunque perso nel turno finale.
Le qualificazioni del doppio del torneo Open 13 1997 prevedevano 4 coppie partecipanti di cui una è entrata nel tabellone principale.

## Teste di serie
1. Fredrik Bergh /  Rikard Bergh (primo turno)

1. Michael Stich /  Daniel Vacek (ultimo turno)

## Qualificati
1. Julián Alonso  /   Vincenzo Santopadre

## Tabellone

### Legenda
| - Q = Qualificato - WC = Wild card - LL = Lucky loser | - ALT = Alternate - SE = Special Exempt - PR = Protected Ranking | - w/o = Walkover - r = Ritirato - d = Squalificato |

|  | Primo turno | Primo turno                       | Primo turno                       | Primo turno | Primo turno |  |  | Ultimo turno | Ultimo turno                      | Ultimo turno                      | Ultimo turno | Ultimo turno |  |
|  |             |                                   |                                   |             |             |  |  |              |                                   |                                   |              |              |  |
|  |             | Julián Alonso Vincenzo Santopadre | Julián Alonso Vincenzo Santopadre | 6           | 7           |  |  |              |                                   |                                   |              |              |  |
|  | 1           | Fredrik Bergh Rikard Bergh        | Fredrik Bergh Rikard Bergh        | 4           | 6           |  |  |              | Julián Alonso Vincenzo Santopadre | Julián Alonso Vincenzo Santopadre | 7            | 6            |  |
|  | 2           | Michael Stich Daniel Vacek        | Michael Stich Daniel Vacek        | 6           | 6           |  |  | 2            | Michael Stich Daniel Vacek        | Michael Stich Daniel Vacek        | 6            | 1            |  |
|  |             | Gwaneal Gueit Sebastien Lami      | Gwaneal Gueit Sebastien Lami      | 4           | 2           |  |  |              |                                   |                                   |              |              |  |